# Places Like This
Places Like This es el tercer álbum de estudio de Architecture in Helsinki lanzado en Australia el 27 de julio de 2007.

## Lista de canciones
1. "Red Turned White" - 2:46
2. "Heart It Races" - 3:14
3. "Hold Music" - 3:54
4. "Feather in a Baseball Cap" - 2:27
5. "Underwater" - 3:28
6. "Like It or Not" - 3:01
7. "Debbie" - 2:53
8. "Lazy (Lazy)" - 2:55
9. "Nothing's Wrong" - 3:22
10. "Same Old Innocence" - 3:30